# Порубка (Жилина)
Порубка (слч. Porúbka) насељено је мјесто са административним статусом сеоске општине (слч. obec) у округу Жилина, у Жилинском крају, Словачка Република.

## Становништво
| Година:    | 1994. | 2004.   | 2014.   | 2024.    |
| ---------- | ----- | ------- | ------- | -------- |
| Број људи: | 446   | 455     | 466     | 519      |
| Разлика:   |       | +2,01 % | +2,41 % | +11,37 % |

| Година:    | 2023. | 2024.   |
| ---------- | ----- | ------- |
| Број људи: | 529   | 519     |
| Разлика:   |       | -1,89 % |

Према подацима о броју становника из 2024. године насеље је имало 519 становника.